# Форт
Форт (лат. fortis — «крепкий, сильный») — большое (долговременное — закрытое или временное — полевое [открытое]) замкнутое укрепление, составная часть внешней линии оборонных сооружений фортеции (крепости с цитаделью — детинцем, кремлём, а также башнями-бастионами), и укреплённого района.

## История
В XVII—XVIII веках, в отличие от крепости, фортом первоначально назывались отдельные укрепления, содержащие только воинский гарнизон и защищавшие отдельные дефиле, мосты, дороги и прочее.
Форты стали создавать в XVIII веке, вначале как отдельные укрепления впереди крепостной ограды, затем (XVIII — начало XX века) как составную часть фортовой крепости или полевой укреплённой позиции.
Форты открытого типа имели различную конфигурацию, занимали площадь в 4—5 гектаров и приспосабливались к круговой обороне. По периметру укрепления (протяжённость около 1000 метров) возводились 1—2 земляных вала, прикрытые рвами и другими препятствиями. За валами устанавливалось по 20—50 артиллерийских орудий. Внутренняя сторона вала оборудовалась как стрелковая позиция. Для обороны форта, кроме расчётов артиллерийских орудий, назначался гарнизон из 2—4 стрелковых рот, размещавшихся в укрытиях.
Форты закрытого типа сооружались из камня, бетона, броневых конструкций и других материалов. Вначале (XVIII век) их строили в виде многоярусных каменных башен, вооружённых большим количеством орудий. 
В XIX веке стали создавать форты бастионной системы (французский форт имел 4—5 бастионов на 40—50 артиллерийских орудий), а затем — капонирной системы (например, германский форт имел 20—30 артиллерийских орудий, два фланговых капонира и один центральный редюит-капонир). 
Капонирные форты обычно имели полигональное начертание — то есть, как правило, вытянутый пятиугольник, окружённый рвом, прикрываемым капонирами. За рвом располагались траверсы (оборонительные валы), служившие позицией для пехоты или противоштурмовой артиллерии. Также в фортах были укрытые от поражения казармы, наблюдательные пункты, укрытия, склады, цистерны, прочие помещения. Они были связаны между собой подземными ходами (потернами). 
После 1-й мировой войны 1914—1918 годов в связи с применением новых типов фортификационных сооружений (ансамблей, опорных пунктов и других) форт как отдельное укрепление утратил значение и стал использоваться как часть укреплённого района (УР).

## Броневой форт
Бронево́й форт — форт, состоящий из бетонного массива, в котором установлены различные броневые сооружения для артиллерийских орудий и наблюдения. В советской классификации применяется также термин «бронебашенная батарея». В СССР бронебашенные батареи, в частности, входили в систему Севастопольского укреплённого района и в систему береговой обороны Владивостока.